# Coryphella pedata
Coryphella pedata es una especie de molusco gasterópodo nudibranquio de la familia Flabeflinidae, de longitud de hasta 5 cm; su cuerpo es alargado y delgado, posee unos tentáculos podales curvados hacia atrás. Sus apéndices dorsales son estrechos y tubulares, con una delgada cola acabada en punta.
Su coloración básica se encuentra entre rosa y violeta, a veces de posible confusión con Flabellina affinis, de coloración parecida. Se puede encontrar este tipo de nudibranquio en aguas superficiales, en zonas del Mediterráneo y del Atlántico oriental.
Especie perteneciente a la superfamilia Aeolidioidea, caracterizada por presentar unas refinadas armas defensivas para evitar el peligro de depredadores. Coryphella pedata se alimenta de las cabezuelas de pólipos de especies del género Eudendrium.
La puesta de huevos de este nudibranquio tiene la forma de una larga tira blanca espiralizada de forma irregular alrededor de las ramificaciones de los hidropólipos de los que se alimentan.